# KKK-Regel
Die KKK-Regel ist in der Chemie eine aus Beobachtungen abgeleitete Regel zur Regioselektivität bei Substitutionsreaktionen wie Chlorierungen und Bromierungen an alkyl-substituierten Aromaten wie Toluol, Ethylbenzol oder Xylol. Sie besagt, dass bei alkyl-substituierten aromatischen Verbindungen eine Reaktion am aromatischen Kern in der Regel unter milden Bedingungen unter Einsatz eines Katalysators stattfindet. Die drei K stehen dabei für Kälte, Katalysator und Kern. Im Englischen kann die Regel als CCC rule übersetzt werden (Cold, Catalyst and Core substitution).
Diese Regel lässt sich davon ableiten, dass elektrophile aromatische Substitutionen in Anwesenheit von Katalysatoren wie Aluminiumtrichlorid oder Eisentribromid, die die Elektrophilie des angreifenden Elektrophils steigern, ablaufen. Wärmezufuhr würde einen radikalischen Reaktionsverlauf begünstigen, bei dem aliphatische Seitenketten bevorzugter Reaktionspartner sind.

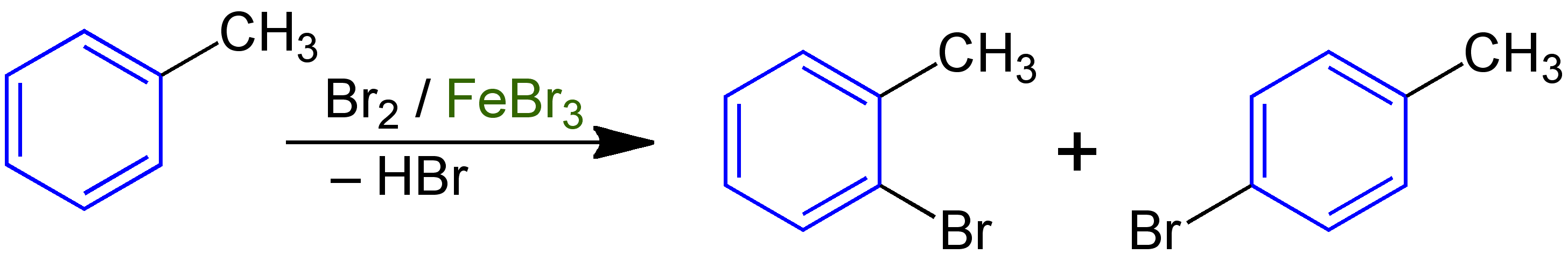
Elektrophile aromatische Substitution von Toluol am Kern (blau) in Gegenwart eines Katalysators (grün) bei tiefer Temperatur (Kälte).

Das Gegenstück zur KKK-Regel ist deswegen die SSS-Regel, die die Bedingungen für eine radikalische Substitution (Siedehitze, Sonne/Strahlung) beschreibt, an der zwar aliphatische Seitenketten, nicht aber der aromatische Kern angegriffen wird.